# 안소영 (배우)
안소영(安昭映, 1956년 8월 12일~)은 대한민국의 영화배우이다.

## 배우 활동
1979년 영화 《내일 또 내일》로 데뷔했다. 1982년 영화 《애마부인》에 출연해 스타덤에 올랐고, 이 영화로 제18회 백상예술대상 여자신인연기상을 수상하면서 영화계의 기대주로 떠올라 《자유처녀》, 《여자가 두번 화장할 때》, 《달빛 멜로디》 등에 출연하면서 1980년대를 대표하는 성인영화 배우로 이름을 날렸다. 2017년 영화 《미옥》에서
김여사 역으로 스크린에 복귀했다.

## 학력
- 정화여자상업고등학교

## 출연작

### 영화
- 1979년 《내일 또 내일》
- 1980년 《순악질여사》
- 1981년 《오늘밤은 참으세요》
- 1982년 《애마부인》
- 1982년 《산딸기》
- 1982년 《미워 미워 미워》
- 1982년 《탄야》
- 1982년 《자유처녀》
- 1983년 《암사슴》
- 1983년 《미움의 세월》
- 1983년 《불바람》
- 1984년 《여자가 두번 화장할 때》
- 1985년 《야한 여자》
- 1985년 《달빛 멜로디》
- 1985년 《여자여자》
- 1986년 《티켓》
- 1987년 《몽마르트 언덕의 상투》
- 1988년 《합궁》
- 1993년 《그 섬에 가고 싶다》
- 1995년 《아름다운 청년 전태일》
- 2007년 《여름이 시키는 대로》
- 2007년 《미친거 아니야》
- 2015년 《돼지 같은 여자》
- 2017년 《미옥》

### 드라마
- 1981년 《TV문학관-흑조》(KBS)
- 1983년 《전설야화》(MBC)
- 1983년 《TV문학관-살아 가는 나날》(KBS)
- 1985년 사극 《젊은 그들》(KBS)